# Filles du Calvaire (metropolitana di Parigi)
Filles du Calvaire è una stazione sulla linea 8 della metropolitana di Parigi ed è ubicata alla confluenza fra il III e l'XI arrondissement di Parigi.

## La stazione
La stazione venne aperta nel 1931 e prese il nome dalle monache benedettine della congregazione riformata di Nostra Signora del Calvario, dette Filles du Calvaire. Antonietta d'Orléans-Longueville e padre Giuseppe da Parigi fondarono questo ordine a Poitiers nel 1617. Il monastero venne successivamente spostato a Parigi e chiuso durante la Rivoluzione francese.

## Interconnessioni
- Bus RATP - 20, 65, 96
- Noctilien - N01, N02